# Akokisa

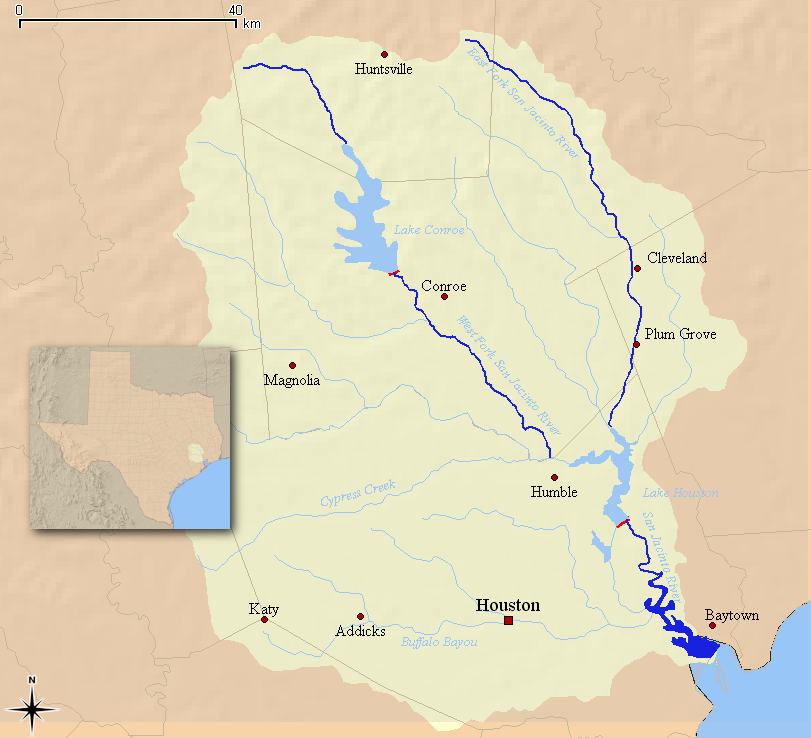
Localització del riu San Jacinto

Els akokisa era una tribu ameríndia dels Estats Units que vivia a la badia de Galveston i els rius baixos Trinity i San Jacinto a Texas, principalment a l'actual àrea del Gran Houston. Se'ls considera com un grup dels indis atakapes, força relacionats amb els atakapa de Lake Charles (Louisiana).

## Història
Álvar Núñez Cabeza de Vaca va escriure sobre els akosisa el 1528, que va anomenar Han. Una primera trobada entre els akokisa i un europeu fou el 1719 quan un oficial francès, Simars de Bellisle, va ser fet presoner pels akokisa fins a 1721. El seu relat del seu captiveri proporciona informació sobre la cultura akokisa.
John Sibley el 1805 va informar que, anteriorment, vivien a prop de la badia de Matagorda a la riba oest del riu Colorado (Texas) en els temps antics.
Al voltant de la dècada de 1750 els akokisa van ser dividits en cinc grups. Alguns akokisa van entrar a la Missió San Ildefonso el 1748-1749 però marxaren el 1755. Aquesta missió va ser abandonada i substituïda per la de Missió Nuestra Señora de la Luz, construïda el 1756-1757 al riu Trinity, per servir les tribus akokisa i bidai.
El 1805 els akokisa foren reduïts a dues viles. Una vila costanera situada entre els rius Sabine i Neches; l'altra era al marge oest del riu Colorado. Els akokisas podrien haver estat absorbits per altres tribus a l'època de la Guerra de la independència de Texas (1835-1836). El 1947, Orobio comptava unes 300 famílies per cada vila, una població estimada entre 1.200-1.250 persones.

## Nom
El nom akokisa és d'origen desconegut, encara que John Reed Swanton ha especulat que el nom pot procedir de la paraula atakapa icāk que vol dir «persona». Els akokisa també han estat coneguts amb els següents noms: Accockesaws, Accokesaus, Accokesaws, Aco-ke-sas, Arkokisa, Horcoquisa, Ocosaus, Orcoquisa(s), Orcoquisacs, Orcoquizas.

## Cultura
Els akokisa vivien en habitatges construïts per fer front al clima càlid. Les cases tenien forma de rusc amb sostre de palla d'herbes o fulles de sabal. La llar es troba al centre amb un forat pel fum al sostre. Durant els mesos d'estiu, un akokisa dormia en un chickee, una plataforma elevada amb un sostre de palla i els costats oberts. Els llits estaven fets de palla, cobert amb pells d'animals. Per al transport d'aigua i pesca, els akokisa tallaven troncs de xiprer dels pantans per fer caiucs. Tant homes com dones feien tatuatges a cara i cos.
Els akokisa, com els atakapes, practicaven el canibalisme, que podria haver estat connectat a les seves creences religioses. Les festes caníbals van ser descrites per Simars de Bellisle, que els va observar de primera mà. La beguda negra era usada per a purificar en determinades cerimònies. Gairebé no se sap res sobre els seus sistemes de parentiu, cicle de vida, o costums de matrimoni.
Conreaven un blat de moro superfí. Els tubercles de smilax els proveïen de menjar per coure i cuinar. Durant les estacions càlides menjaven ous d'ocell, peix, marisc i rizomes i arrels de lotus americà; durant les estacions fredes es movien més a l'interior i caçaven cérvols, ossos, i bisons. Usaven cavalls per caçar bisons. Exportaven cuirs adobats de cérvol i greix d'os.

## Llengua
La llengua akokisa està extinta i queda desconeguda. Swanton diu que els akokisa parlaven una llengua parenta amb l'atakapa basant-se en la similitud d'un vocabulari de 45 paraules akokisa recollides pel capità Jean Béranger el 1721 a Galveston. Tanmateix, no hi ha proves prou clares que aquest document representi la llengua del akokisa.
Sibley també informà que els akokisa tenien el seu propi idioma "peculiar per si mateixos" i fenien servir una llengua de signes per comunicar amb altres indígenes (també ho feien altres pobles a l'est de Texas). Ell no els relacionà amb els atakapes. Només dues paraules akokisa s'han trobat en els registres espanyols: Yegsa que vol dir «espanyol(s)» i Quiselpoo, un nom femení.